# Річард Прайс (американський антрополог)
Річард Прайс (англ. Richard Price; нар. 30 листопада 1941, Нью-Йорк) — американський антрополог та історик, найбільш відомий своїми дослідженнями Карибського басейну та експериментами з написанням етнографії.

## Кар'єра
Прайс виріс у районі Рівердейл у Бронксі та відвідував школу Філдстона. Він здобув ступінь бакалавра та доктора філософії Гарвардського університету (1963, 1970), провівши практичну роботу в Перу; потім він працював разом із Саллі Прайс на Мартиніці, Мексиці, Іспанії⁣, а також провів два роки серед маронів Сарамака в Суринамі. Прайс провів рік навчання разом з Клодом Леві-Стросом в Парижі та ще один в Амстердамі, працюючи з голландськими вченими-маронами, після чого викладав п'ять років на факультеті антропології Єльського університету. У 1974 році він переїхав до Університету Джона Гопкінса, щоб заснувати кафедру антропології, де пропрацював три терміни на посаді завідувача, залишивши цю посаду в 1986 році з метою викладати два роки в Парижі. Десятиліття позаштатної викладацької діяльності (Університет Міннесоти, Стенфордський університет, Принстонський університет, Університет Флориди, Федеральний університет Баїї), яке базувалося на Мартиніці, закінчилося призначенням професором американських досліджень, антропології та історії Дуейна А. та Вірджинії С. Діттман в коледжі Вільяма та Мері. Він продовжував польову роботу з маронами, зокрема у Французькій Гвіані та Суринамі, а також зі своїми сусідами-мартиніканцями до теперішнього часу. З 1990-х років він працював із маронами Сарамаки на захист їхніх прав людини, двічі даючи свідчення як свідок-експерт від імені Сарамаків у справах, які вони зрештою виграли в Міжамериканському суді з прав людини в Коста-Риці.

## Внески
Ранні внески Прайса, зроблені під впливом його вчителів Клайда Клакхона, Евона З. Вогта та Сідні В. Мінца, включали першу концептуалізацію спільнот маронів (рабів-втікачів) по всій Америці в рамках порівняння. Прайс продемонстрував, що люди, про яких раніше переважно думали, що вони «не мають історії», як-от сарамака марони (нащадки втікачів-рабів), насправді володіли багатою та глибокою історичною свідомістю; і ця демонстрація вплинула як на істориків, так і на антропологів. За цю роботу в напрямку, який він називає «етнографічною історією», книги Прайса отримали численні нагороди: «Перший раз» отримала премію Елсі Клюз Парсонс від американського фольклорного товариства, а «Світ Алабі» отримав премію Альберта Дж. Беверіджа від американської історичної асоціації, нагороду Гордона К. Льюїса Асоціації вивчення Карибського басейну та престижну премію Дж. І. Стейлі школи американських досліджень. Нарис «Народження афроамериканської культури», написаний у 1973 році спільно з Сідні Мінцом, мав значний вплив на афроамериканських істориків та антропологів, інколи викликаючи гострі суперечки щодо того, наскільки поневолені африканці та їхні нащадки «зберегли» аспекти своїх рідних культур і суспільств і ступеня, в якому вони створили нові культурні та соціальні форми в Америці. В «Подорожі з Туи», етнографії уявного цілителя Сарамаки, Прайс намагається вийти за рамки цієї дихотомії, демонструючи, що історичні процеси креолізації залучали людей, які творчо використовували свою різноманітну, специфічну африканську спадщину в процесі побудови нації в Новому Світі. У 2008 році етнографія «Подорожі з Туи» отримала премію Віктора Тернера з етнографічних творів, а в 2009 році премію Гордона К. і Сибіл Льюїса за дослідження Карибського басейну та премію Кліффорда Гірца з антропології релігії. «Воїни тропічного лісу» Прайса розповідає про боротьбу сарамаків за захист своєї території від зазіхань держави Суринів. У 2012 році книга отримала премію як найкраща книга Американської асоціації політичних наук у галузі прав людини та премію Senior Book Prize Американського етнологічного товариства.
Кілька книг Прайса були написані у співавторстві з антропологом і художнім критиком Саллі Прайс, включаючи важливе видання відомого оповідання Джона Габріеля Стедмана вісімнадцятого століття та дослідження карибських картин афроамериканського художника Ромара Бердена. З 1980-х років він часто експериментував з новими формами письменницьких творів, включаючи експерименти з друкарським набором і версткою, і писав книги, які частково є мемуарами (або високорефлексивною антропологією) і, в одному випадку, антропологічний роман. Попри ярлик постмодерну, який іноді застосовують до його робіт, він вважає за краще вважати себе істориком-етнографом. Більшість книг Прайса продовжують спиратися на його постійну етнографію з суринамськими маронами, але одна новаторська робота, «Засуджений і полковник», зосереджується на його стосунках із Мартинікою, які тривали чотири десятиліття, де він і Саллі Прайс живуть більшу частину кожного року. А у 2022 році він опублікував «Всередині/зовні: пригоди в історії та антропології Карибського моря» — спогади про своє життя історика та антрополога. Його книги перекладено французькою, іспанською, нідерландською, німецькою, португальською та сарамакською мовами.
У 2014 році на церемонії в Гавані він отримав престижну нагороду Premio Internacional Fernando Ortiz («El Premio Internacional Fernando Ortiz es el más alto reconocimiento otorgado por la Fundación homónima por la actividad de toda una vida»), а того ж року у Франції міністр культури нагородив його орденом «Chevalier des Arts et des Lettres» за його «визначальний внесок у видатне дослідження антропології».

## Книги
- 1973 рік. Maroon Societies: Rebel Slave Communities in the Americas (під редакцією та зі вступом Річарда Прайса)
- 1975 рік. Соціальна структура Сарамака: Аналіз суспільства маронів в Суринамі
- 1976 рік. Гвіанські марони: Історико-бібліографічний вступ
- 1980 рік. Афроамериканське мистецтво Суринамського тропічного лісу (у співавторстві з Саллі Прайс)
- 1983 рік. Перший раз: історичне бачення афроамериканського народу
- 1983 рік. Вбити гідру: голландські колоніальні погляди на війни Сарамака
- 1988 рік. Розповідь Джона Габріеля Стедмана[en] про п'ятирічну експедицію проти повсталих негрів Суринаму (нещодавно переписано з оригінального рукопису 1790 року, відредаговано, зі вступом і примітками, Річардом і Саллі Прайс)
- 1990 рік. Світ Алабі
- 1991 рік. Два вечори в Сарамаці (у співавторстві з Саллі Прайс)
- 1992 рік. Суринам Стедмана: Життя в рабському суспільстві вісімнадцятого століття (у співавторстві з Саллі Прайс)
- 1992 рік. Народження афроамериканської культури (у співавторстві з Сідні В. Мінцем)
- 1992 рік. Екваторія (у співавторстві з Саллі Прайс)
- 1994 рік. У торговому центрі (у співавторстві з Саллі Прайс)
- 1995 рік. Варіації Enigma (у співавторстві з Саллі Прайс)
- 1998 рік. Каторжник і полковник
- 1999 рік. Мистецтво маронів: життєздатність культури в африканській діаспорі (у співавторстві з Саллі Прайс)
- 2003 рік. Les Marrons (у співавторстві з Саллі Прайс)
- 2003 рік. Корінь коренів: або як зародилася афроамериканська антропологія (у співавторстві з Саллі Прайс)
- 2006 рік. Ромар Берден: Карибський вимір (у співавторстві з Саллі Прайс)
- 2008 рік. Подорожі з Туи: історія, пам'ять і уява афроамериканців
- 2010 рік. Воїни тропічного лісу: Суд над правами людини[13]. Видавництво Пенсільванського університету. ISBN 978-0-8122-4300-0.
- 2013 рік. Фесітен
- 2017 рік. Мрії Самаака (у співавторстві Саллі Прайс)
- 2022 рік. Марони Гаяни: Минуле, Теперішне, Майбутне (у співавторстві Саллі Прайс)
- 2022 рік. Всередині/зовні: пригоди в історії та антропології Карибського моря